# Словообразовательный ряд
Словообразова́тельный ряд — одна из единиц системы словообразования, составляющие которой (производные слова) объединяются общностью словообразовательного форманта. Противопоставляется остальным словообразовательным единицам (парам, цепочкам, парадигмам, гнёздам), в которых производные (мотивированные) слова упорядочиваются общностью основ (в словообразовательном ряде при этом основа является различительным компонентом). Словообразовательный ряд не является составной частью словообразовательного гнезда (в отличие от пар, цепочек и парадигм), а образующие ряд производные слова не связаны отношениями словообразовательной мотивации (в отличие от пар и цепочек). Термин «словообразовательный ряд» введён в языкознание в 1960-е годы П. А. Соболевой.
Понятие «словообразовательного ряда» может определяться как совокупность производных слов разных словообразовательных цепочек на одной и той же стадии (ступени) производности (мотивированности). Например, ряд покраснеть — побелеть — посинеть и т. п. с общим формантом префиксом по- включает производные слова на одной стадии (на II ступени) из цепочек красный → краснеть (I ступень) → покраснеть (II ступень) → покраснение (III ступень); белый → белеть → побелеть → побеление; синий → синеть → посинеть → посинение и т. п. Таким же образом в этих цепочках можно выделить словообразовательные ряды с другим общим формантом на других стадиях (ступенях) производности.
Ю. А. Шепель по аналогии с классификацией словообразовательных гнёзд выделяет конкретные, типовые и категориальные словообразовательные ряды.
Составление словообразовательных рядов и их анализ даёт возможность выявить условия реализации тех или иных словообразовательных типов в языке, выявить взаимоотношение конкретных элементов путём определения системных ограничений в их употреблении, определить количественный состав элементов, составляющих производные слова, определить уровень активности конкретных элементов в системе. Так, например, согласно исследованиям Ю. А. Шепеля, в русском языке при образовании имён прилагательных наибольшая частотность отмечается у суффиксов -н-, -льн-, что в условиях зависимости реализации одного элемента от другого приводит к снижению активности суффиксов -ов-, -лив-, -к-, -уч-, -л-. Таким образом, анализ словообразовательного ряда показывает как место каждого из словообразовательных элементов в словообразовательном гнезде и в общей системе, так и их степень активности при образовании той или иной части речи.